# Имало едно време
„Имало едно време“ (на английски: Once Upon a Time) е американски приказен драматичен сериал, който дебютира на 23 октомври 2011 г. по ABC.
През май 2014 г. ABC подновява сериала за четвърти сезон, който започва на 28 септември 2014 г.
Спиноф сериал, озаглавен „Имало едно време в Страната на чудесата“ и състоящ се от 13 епизода, започва на 10 октомври 2013 г. и приключва на 3 април 2014 г.
На 11 май 2017 г. сериалът е подновен за седми сезон с 22 епизода.
През февруари 2018 е обявено, че седмият сезон ще бъде последен.

## Сюжет
На сватбата на Снежанка и Чаровния принц, Злата кралица идва и ги заплашва с могъщо проклятие, което тя възнамерява да използва. По-късно бременната Снежанка отива при Румпелщилтсхен за съвет и той ѝ казва, че проклятието ще се сбъдне и няма да има повече щастливи краища, освен за Кралицата. Разкрива ѝ също, че все още неродената Ема ще се върне на двадесет и осмата си година, за да ги спаси, започвайки кулминационната битка с Кралицата. Джепето и Пинокио изработват гардероб от магьосническо дърво, което позволява избягването на проклятието. В деня на раждането на дъщерята на Снежанка, проклятието на Кралицата се задейства. Принцът оставя дъщеря си в гардероба, но е смъртно ранен. Кралицата триумфира над Снежанка и Принца, докато отнася кралството „на ужасно място“.
В наши дни, Ема Суон среща десетгодишно момче, Хенри, което казва, че е синът, който е изоставила при раждането. Ема го връща обратно в дома му в Сторибрук. По пътя Хенри и показва голяма книга с приказки, настоявайки, че всички приказки са истина. Когато пристигат в Сторибрук, Хенри ѝ казва, че всики в града са герои от приказки, но не го знаят и за тях времето е спряло. Казва ѝ, че никой не може да напусне и че проклятието ще бъде свалено от Ема. Тя връща Хенри при мащехата му, която всъщност е Злата Кралица. По-късно тя решава да остане в Сторибрук, а същевременно стрелките на часовниковата кула в града, най-после започват да се движат.

## Актьори и герои

### Основни
- Дженифър Морисън – Ема Суон, дъщеря на Снежанка и Чаровния принц. Сестра на принц Нийл, съпруга на Килиън Джоунс. Майка на Хенри и Хоуп, свекърва на Ела, баба на Луси
- Джаред Гилмор/Андрю Дж. Уест – Хенри, биологичен син на Ема и Нийл, осиновено дете на Реджина, доведен син на Килиън Джоунс, по-голям брат на Хоуп Джоунс. Внук на Снежанка , Дейвид , Румпелщилцхен и Мила. Племенник на Нийл Нолан и Гидиън, доведен племенник на Зелина, доведен внук на Кора и Бел. Съпруг на Ела, баща на Луси. По-късно е избран за нов Автор
- Джинифър Гудуин – Снежанка/Мери-Маргарет, дъщеря на клал Леополд и кралица Ева, доведена дъщеря на Реджина, съпруга на принц Дейвид. Майка на Ема и Нийл. Учителка и баба на Хенри и Хоуп, прабаба на Луси
- Джошуа Далас – Чаровния принц/Дейвид Нолан, син на Рут , брат близнак на Джеймс, съпруг на Снежанка. Баща на Ема и Нийл, дядо на Хенри и Хоуп, прадядо на Луси
- Лана Парила – Злата Кралица/Реджина Милс/Рони, дъщеря на Кора, полусестра на Зелина. Студена и зла кралица в приказния свят и осиновителка на Хенри в нашия свят. Осиновена баба на Луси и свекърва на Ела
- Робърт Карлайл – Румпелщилсхен/г-н Голд/детектив Уивър, известният герой е най-богатият човек в града и собственик на хотел в реалния свят. Син на Малкълм/Питър Пан и Фиона/Черната фея. Вдовец на Мила, съпруг на Бел. Баща на Нийл и Гидиън, дядо на Хенри, прадядо на Луси
- Емили дьо Равин – Бел/Лейси, дъщеря на Сър Морис и Колет. Истинската любов на Румпелщилсхен, майка на Гидиън, мащеха на Белфайър , доведена баба на Хенри
- Колин О'Донахю – Килиан Джоунс/Капитан Хук, син на Бренън Джоунс, брат на Лиъм Джоунс. Съпруг на Ема Суон, дведен баща на Хенри, баща на Хоуп Джоунс. Пират
- Майкъл Реймънд- Джеймс – Бейлфайър/Нийл Касиди, син на Румпелщилсхин и Мила, доведен син на Бел, по-голям полубрат на Гидиън. Внук на Малкълм/Питър Пан и Фиона/Черната фея. Баща на Хенри. Свекър на Ела, дядо на Луси. Появява се във втори сезон
- Шон Магуайър - Робин от Локсли/ Робин Худ, вдовец на Мариан, баща на сина им Роланд и баща на дъщерята на Зелина, Робин. Втората истинска любов на Реджина
- Меган Ори - Червената шапчица/Руби, дъщеря на Анита, внучка на вдовицата ,,Баба" Лукас, превръща се във вълк
- Рафаел Сбардж - Джимини Щуреца/д-р Арчибалд Хопър, син на мошенници искащ да живее честен живот. В Омагьосаната гора служи като съвест на Джепето , в Сторибруг е психотерапевт.
- Дания Рамирес - Ела/Джасинда Видрио, дъщеря на Сесилия, доведена дъщеря на Маркъс Тремейн и Рапунцел Тремейн/Виктория Белфри, доведена сестра на Анастасия и Дризела. Съпруга на Хенри и майка на Луси. Снаха на Ема и Нийл, доведена снаха на Реджина Милс и Килиан Джоунс
- Алисън Фернандес - Луси Милс/Луси Видрио, родена е в новата Омагьосана гора, дъщеря на Ела и Хенри. Внучка на Ема и Нийл, доведена внучка на Реджина Милс и Килиан Джоунс. Правнучка на Румпелщилхин, Мила, Снежанка и Дейвид, прапра внучка на Малкълм/Питър Пан и Фиона/Черната фея

### Периодични
- Джеси Шрам – Пепеляшка
- Алън Дейл – Дядото на Ема
- Ема Коулфийлд – Вещицата/г-жа Джинджър, антагонист в приказката за „Хензел и Гретел“
- Тони Амендола – Джепето/Марко, баща на Пинокио
- Джейкъб Дейвис – Пинокио/Огъс Уейн Бут
- Джейми Дорнан – Ловецът/Шериф Греъм Хъмбърт
- Сара Болгър – Принцеса Аурора/Спящата Красавица, дъщеря на крал Стефан и кралица Лия. Съпруга на принц Филип и майка на Филип-младши
- Кийгън Конър Трейси - Рул Горм/Синята фея/майка-наставница, високо поставена фея кръстница и водач на феите в Омагьосаната гора и водач на група монахини в Сторибруг.
- Патрик Фишлер - Айзък Хелър е Авторът. Работейки като телевизионен продавач в страна без магия, той е избран за Автора от Чирака, който го води в Страната на приказките, за да записва историите на техните обитатели. По време на поста си като Автор, той злоупотребява със силата си на Автор , променяйки живота на мнозина. След като е освободен от книгата той се връща в Страната без магия
- Барбара Хърши/Роуз Мак Гоуън – Кора, Кралицата на Сърцата, Майка на Реджина (злата кралица) и на Зелена(лукавата вещица). Доведена баба на Хенри, баба на Робин , доведена прабаба на Луси
- Ребека Мейдър – Зелена Лукавата вещица, по- голямата дъщеря на Кора. Полусестра на Реджина и дълго време неин враг
- Джорджина Хейг - кралица Елза, по-голямата дъщеря на краля и кралицата на Арендел , сестра на Анна, племенница на Ингрид (Снежната кралица) и Хелга
- Елизабет Лейл – принцеса Анна, по малката дъщеря на краля и кралицата на Арендел, по малка сестра на Елза, племенница на Ингрид (Снежната кралица) и Хелга, годеница и по-късно съпруга на Кристоф
- Скот Майкъл Фостър - Кристоф, годеник, а по-късно и съпруг на принцеса Ана
- Елизабет Мичъл - Сара Фишър/Ингрид/Снежната кралица, най-голямата дъщеря на крал Харалд и кралица Соня, по-голяма сестра на Хелга и Герда, леля на Елза и Ана
- Ейми Менсън - кралица Мерида, дъщеря на крал Фъргюс и кралица Елинор ,сестра на тризнаците
- Грег Джърман - Хадес, господар на Подземния свят
- Оливия Стийл Фалконър - Ваялет Морган, дъщеря на сър Морган
- Ханк Харис – Доктор Хенри Джекил, лекар
- Сам Уитуър – Мистър Хайт
- Роби Кей/Стивън Лорд - Малкълм/Питър Пан/Пийд Пайпър, баща на Румпелщилцхен, бивш съпруг на Фиона/Черната фея, дядо на Белфайър и Гидиън, прадядо на Хенри и прапрадядо на Луси
- Джейми Мъри – Фиона/Черната фея, бивша съпруга на Малкълм/Питър Пан, майка на Румпелщилхен, баба на Белфайър и Гидиън, прапрабаба на Луси
- Джайлс Матий - Гидиън, син на Румпелщилсхен и Бел, полубрат на Белфайър, внук на Малкълм/Питър Пан и Фиона/Черната фея

## Епизоди
Главна статия: Списък с епизоди на Имало едно време

## Продукция
Адам Хороуиц и Едуард Китсис са разработвали идеята за сериала седем години преди да започнат работа по „Изгубени“, но искали свободно да могат да се концентрират само върху един проект. Пилотният епизод е поръчан на 4 февруари 2011 г. ABC поръчва и първи сезон, който започва през есента на 2011 г., излъчвайки се всяка неделя в 20:00.

## Излъчване по света
| Държава   | Канал         | Премиера            | Време на излъчване |
| --------- | ------------- | ------------------- | ------------------ |
| Канада    | CTV           | 23 октомври 2011 г. | 19:00/23:00        |
| Испания   | Antena 3      | TBA                 | TBA                |
| Австралия | Seven Network | TBA                 | TBA                |
| България  | Fox Life      | 7 март 2012 г.      | вторник, 22:00     |

## „Имало едно време“ в България
В България сериалът започва по Fox Life на 7 март 2012 г., всяка сряда от 22:05, с повторение на следващия ден от 18:25 и неделя в 21:55. От 23 май се излъчва от 21:10 по два епизода, като повторенията в четвъртък са от 17:30, а тези в неделя от 21:00. Сезонът завършва на 27 юни 2012 г. Втори сезон започва на 4 март 2013 г., всеки понеделник от 21:55. За последно е излъчен четиринайсети епизод на 3 юни, а останалите осем са оставени за есента. Сезонът продължава 1 октомври с разписание всеки вторник от 20:55 и приключва на 19 ноември. Трети сезон започва на 7 април 2014 г., всеки понеделник от 20:55. От 23 юни се излъчват по два епизода. Сезонът приключва на 28 юли. На 7 януари 2015 г. започва четвърти сезон, всяка сряда от 22:00. Сезонът завършва на 10 юни. На 3 ноември 2015 г. започва пети сезон, всеки вторник от 22:00. Първата част на сезона приключва на 5 януари 2016 г. Сезонът продължава от 22 март 2016 г. със същото разписание. На 8 ноември 2016 г. започва шести сезон, с разписание всеки вторник от 22:00. Сезонът завършва на 13 юни. Първата част на сезона приключва на 10 януари 2017 г. Сезонът продължава от 28 март 2017 г. със същото разписание. Седми сезон започва на 14 януари 2018 г., всяка неделя от 22:55. Дублажът е на студио Доли. Ролите се озвучават от артистите Татяна Захова, Таня Димитрова, Живка Донева, Илиян Пенев и Росен Плосков.